# Lega giordana professionistica 2000
Il campionato era formato da dieci squadre e l'Al-Faisaly vinse il titolo.

## Classifica finale
| Pos. | Squadra           | G  | V  | N | P  | GF | GS | Punti |
| ---- | ----------------- | -- | -- | - | -- | -- | -- | ----- |
| 1    | Al-Faisaly        | 18 | 17 | 1 | 0  | 55 | 3  | 52    |
| 2    | Al-Wehdat         | 18 | 14 | 2 | 2  | 51 | 13 | 44    |
| 3    | Al-Ahli           | 18 | 11 | 1 | 6  | 28 | 29 | 34    |
| 4    | Al-Ramtha         | 18 | 8  | 2 | 8  | 29 | 25 | 26    |
| 5    | Al-Hussein        | 18 | 8  | 2 | 8  | 29 | 34 | 26    |
| 6    | Shabab Al-Hussein | 18 | 6  | 3 | 9  | 31 | 42 | 21    |
| 7    | Al-Qadisiya       | 18 | 4  | 4 | 10 | 23 | 38 | 16    |
| 8    | Al-Jazira         | 18 | 3  | 6 | 9  | 20 | 32 | 15    |
| 9    | Al-Fahis          | 18 | 4  | 1 | 13 | 18 | 48 | 13    |
| 10   | Sahab             | 18 | 2  | 4 | 12 | 20 | 40 | 10    |